# Chudobka
Chudobka (391,5 m) – wzniesienie we wsi Trzebniów w województwie śląskim, w powiecie myszkowskim, w gminie Niegowa. Pod względem geograficznym znajduje się na Wyżynie Częstochowskiej.
Chudobka to w większości bezleśne wzniesienie, pokryte polami uprawnymi i łąkami wzniesienie po wschodniej stronie drogi biegnącej od Trzebniowa do Ludwinowa. Na zdjęciach lotniczych mapy Geoportalu widać, że dawniej było jeszcze bardziej bezleśne. Po zaprzestaniu rolniczego użytkowania duża część jego stoków zarasta krzewami i drzewami. W kierunku północnym wzgórze Chudobka przechodzi w nieco niższe, ale bardziej lesiste wzgórze Chudoba (387 m). Obydwa wzniesienia z trzech stron otoczone są polami Trzebniowa, tylko od wschodniej strony wcina się w nie porośnięty lasem wąwóz Kosurowiec.